# Batalla de Drakenburg
La batalla de Drakenburg és una batalla de la Guerra d'Esmalcalda que va tenir lloc el 23 maig 1547 entre la Lliga Smalkalda i l'exèrcit imperial a Drakenburg, durant el setge de Bremen per l'exèrcit imperial.
Magdeburg, Brunswick, Hamburg i Bremen van aixecar un exèrcit, comandat per Christopher von Oldenburg i Albert von Mansfeld, als quals es van unir les tropes que Joan Frederic I, elector de Saxònia havia deixat a Bohèmia. Esgotats els seus homes i recursos, l'exèrcit imperial d'Eric II de Brunswick-Calenberg va ser ràpidament derrotat. Durant la lluita, Eric es va veure obligat a travessar el riu Weser per salvar la vida.

## Antecedents
Durant la Reforma protestant, nombrosos estats imperials havien adoptat el luteranisme, el que proporcionava als seus prínceps un decisiu poder contra el predomini, més teòric que real, de l'emperador, que donava suport al catolicisme des de les seves bases en els estats de la dinastia dels Habsburg.
A la Dieta de Worms el 1521, Carles V del Sacre Imperi Romanogermànic havia proscrit a Luter i prohibit la difusió dels seus escrits, fet que va suscitar la Protesta d'Espira dels prínceps luterans en la Dieta de Speyer el 1529. La tensió va esclatar en conflicte obert amb la Confessió d'Augsburg (1530), sobre la qual Philipp Melanchthon va realitzar la seva Apologia, rebutjada per l'emperador. Diversos prínceps luterans, liderats per l'elector Joan Frederic I de Saxònia i el landgravi Felip I de Hessen es van reunir a la ciutat de Smalkalda, on van establir una aliança militar el 1531.
Els prínceps catòlics, reunits en Nuremberg van fundar al seu torn la Lliga Catòlica o Santa Lliga de Nuremberg el 1538. Tots dos bàndols van intentar evitar l'enfrontament a la Dieta de Frankfurt el 1539. En els anys següents, l'emperador va continuar els seus esforços per aconseguir una solució de compromís en matèria religiosa, però es va absentar d'Alemanya, obstinat a les guerres d'Itàlia contra França i l'Imperi turc.
Les hostilitats es van iniciar en Suàbia, quan els exèrcits de diverses ciutats imperials lliures luteranes van ocupar la ciutat catòlica de Füssen, possessió dels prínceps-bisbes d'Augsburg, i el pas d'Ehrenberg el 9 de juliol de 1546. Els exèrcits imperials es van veure forçats a retirar-se a la fortalesa d'Ingolstadt, en el ducat de Baviera, on van poder resistir, però els plans luterans d'envair el comtat de Tirol, en mans dels Habsburg, que hauria impedit l'arribada de reforços catòlics des d'Itàlia, no van rebre l'aprovació de la Lliga.
La presència de prínceps catòlics i pro-imperials en els dos grans territoris meridionals (el duc Guillem IV de Baviera i l'arxiduc Ferran I, germà de l'emperador, a Àustria) va permetre a Carles reunir sense obstacles un exèrcit suficient per contrarestar la situació, que incloïa tropes pontifícies al comandament d'Octavio Farnesio. Els líders de la Lliga no es decidien a entaular batalla contra les entrenades tropes imperials i el 20 juliol de 1546, Joan Frederic I Elector de Saxònia i el landgravi Felip I de Hessen van ser proscrits per un edicte imperial sota l'acusació d'haver deposat al duc catòlic Enric de Brunswick-Luneburg en 1542.
En Suàbia les tropes de Hessen no van portar a terme més accions, i les ciutats imperials i els prínceps protestants van optar per rendir-se a l'emperador, que el 28 març de 1547 va partir cap a Bohèmia, on va ajuntar les seves forces amb les del seu germà Ferran. A Bremen, 29.000 soldats imperials sota el comandament del duc Eric II de Brunswick-Calenberg i Christopher von Wrisberg van iniciar un setge.
Atès que els luterans bohemis no van ajudar militarment a Joan Frederic I Elector de Saxònia, com aquest esperava, l'exèrcit imperial el va obligar a retirar-se. Els desacords en l'estratègia a seguir portar els exèrcits de la Lliga a una decisiva derrota a la batalla de Mühlberg el 24 d'abril de 1547, en la que Joan Frederic I va ser fet presoner.
Després de la batalla de Mühlberg, les dues úniques ciutats protestants que continuaven la resistència eren Bremen i Magdeburg, que van evitar ser ocupades per tropes imperials.

## Conseqüències
Com a conseqüència de la batalla de Drakenburg, tot el nord d'Alemanya va quedar lliure de presència de tropes imperials, i poc després van arribar les notícies de la derrota i captura de Joan Frederic I Elector de Saxònia.
Joan Frederic I Elector de Saxònia, capturat, va ser inicialment sentenciat a mort, i, per obtenir el perdó, el 19 maig 1547 va signar la capitulació de Wittenberg. Va perdre la dignitat electoral i alguns territoris Ernestinos van ser cedits al seu cosí Maurici, que va ser elevat a la dignitat electoral el 4 de juny. Maurici, amb ajuda de l'Elector Joaquim II de Brandenburg, va intentar intervenir en favor del seu sogre Felip I de Hessen. El landgravi es va lliurar a Halle, confiant a la misericòrdia de l'emperador. Carles V del Sacre Imperi Romanogermànic el va empresonar immediatament, sorprenent desagradablement als electors.
Les condicions de la rendició també preveien la reposició d'Enrique de Wolfenbütte en el seu ducat, la de Julius Von Pflüger al bisbat de Naumburg-Zeitz, i el compromís dels protestants de reconèixer el Concili de Trento, al qual es comprometien a assistir. La Lliga Smalkalda va quedar dissolta.